# Anagarika Govinda
Lama Anagarika Govinda (né Ernst Lothar Hoffman le 17 mai 1898; mort le 14 janvier 1985 à Mill Valley en Californie) fut le fondateur de l'ordre Arya Maitreya Mandala du bouddhisme tibétain qu'il décrivit dans ses ouvrages et conférences.

## Vie en Europe
Il naquit à Waldheim en Allemagne, d'un père allemand et une mère bolivienne. Après avoir passé deux ans dans l'armée allemande pendant la Première Guerre mondiale, il fut réformé pour cause de tuberculose. Il habita Capri en Italie de 1920 à 1928, où il découvrit le bouddhisme.

## Vie en Asie
Parti au Sri lanka, il se fit moine bouddhiste de la tradition Theravada. Il était alors relativement critique au sujet du bouddhisme tibétain, qu’il considérait être envahi de démons. En 1931, il assista à une conférence à Darjeeling pour convertir les Tibétains à ce qu’il considérait comme une forme plus pure de bouddhisme. À Darjeeling, il rencontra le maître tibétain Tomo Geshe Rinpoché (1866-1936), qui a totalement retourné les opinions de Govinda. Dès lors, il a embrassé la forme tibétaine de bouddhisme. Il fit un pèlerinage au mont Kailash au Tibet en 1932. Après la fondation de son ordre en 1933, il vécut durant trois décennies une vie d’ermite à Crank's Ridge, près d’Almora en Inde du nord. Puis, il a entrepris des voyages dans les régions les plus éloignés du Tibet, réalisant un grand nombre de tableaux, dessins et photographies. En 1937, il rencontra Lachen Gomchen Rinpoché au Sikkim . Il a décrit ses voyages dans son livre Le Chemin des nuages blancs.
Allemand de naissance, Govinda fut interné par l'armée britannique en 1942 pendant la Seconde Guerre mondiale à Dehra Dun avec d'autres ressortissants allemands, dont Heinrich Harrer et Nyanaponika Thera. Cet internement n'était pas lié à sa nationalité (il était devenu citoyen britannique en 1938) mais à ses « associations avec des personnes de sympathie non-britannique », à savoir la famille de Nehru.
En 1947, il épousa la photographe parse Li Gotami (en) (son nom d’origine est Ratti Petit), avec qui il voyagea au Tibet, notamment au Royaume de Gugé.

## Conférences
Dans les années 1960 il voyagea beaucoup pour donner des conférences sur le bouddhisme. Il s'établit pour finir dans région de la Baie de San Francisco, où il passa ses dernières années et fut l'hôte, quelque temps, d'Alan Watts. Lama Angarika Govinda nomma Volker Zotz son régent Vajra, fonction traditionnelle qui confère la responsabilité de poursuivre la tâche d'enseignement léguée par le maître.

## Œuvres
- Psycho-Cosmic Symbolism of the Buddhist Stupa (1940), Dharma Publishing 1976 edition:  (ISBN 0-913546-36-4)
- Foundations of Tibetan Mysticism (1959), Londres, Rider, Weiser Books 1969 edition,  (ISBN 0-87728-064-9) ((fr) Les Fondements de la mystique tibétaine, Albin Michel, 1960, format de poche  (ISBN 2-226-00260-X))
- The Way of the White Clouds (1966), Londres, Hutchinson, Shambhala 1988 edition:  (ISBN 0-87773-462-3), reprint:  (ISBN 0-87773-007-5), Overlook hardcover:  (ISBN 1-58567-465-6), Overlook paperback:  (ISBN 1-58567-785-X), Ebury:  (ISBN 0-7126-5543-3) ((fr) Le Chemin des nuages blancs. Pèlerinages d'un moine bouddhiste au Tibet, éditions Albin Michel)
- The Psychological Attitude of Early Buddhist Philosophy (1969), Motilal Banarsidass Publisher, 1992 hardcover:  (ISBN 81-208-0941-6), 1998 edition:  (ISBN 81-208-0952-1)
- Creative Meditation and Multi-Dimensional Consciousness (1976) Londres, Allen and Unwin ((fr) Méditation créatrice et conscience multidimentionnelle, traduit par Jean Herbert, Albin Michel, 1979)
- The Inner Structure of the I Ching, the Book of Transformation (1981), Art Media Resources,  (ISBN 0-8348-0165-5)
- A Living Buddhism for the West (1990), Shambhala  (ISBN 0-87773-509-3)
- Insights of a Himalayan Pilgrim (1991)
- Buddhist Reflections (1994), Motilal Banarsidass Publisher, (collected essays)  (ISBN 81-208-1169-0)